# Vini (gènere)
Vini és un gènere d'ocells de la família dels psitàcids que són endèmics de les illes del Pacífic tropical. Les espècies existents d'aquests petits lloros es distribueixen des de l'arxipèlag de Bismark passant per Fiji, Samoa, Polinèsia Francesa i fins a l'est fins a l'illa Henderson. Tots els membres del gènere tenen un plomatge brillant excepcional, especialment el blau inusual del lori blau i el lori ultramari.
Les espècies d'aquest gènere estan molt amenaçades pels canvis humans a les illes on resideixen. La majoria d'espècies s'han perdut en diverses illes i dues espècies es van extingir abans de l'arribada dels exploradors europeus al Pacífic. A partir del 2017, dues espècies estan catalogades com a espècies en perill d'extinció per la UICN i dues es consideren vulnerables. Estan amenaçats principalment per les espècies introduïdes, com les rates, i la pèrdua d'hàbitat.

## Taxonomia
El gènere Vini va ser introduït el 1833 pel naturalista francès René Lesson per al lori de Kuhl. El nom del gènere és la paraula tahitiana per a un ocell local.
Aquest gènere antigament incloïa només el lori de coroneta blava, el ultramarí, de Henderson, de Kuhl i el blau (així com els extints Vini sinotoi i Vi. vidivici); el lori solitari es col·locava antigament en el gènere monotípic Phigys, i les cinc espècies restants es col·locaven a Charmosyna. Un estudi filogenètic molecular dels lorii publicat el 2020 va conduir a una revisió dels límits genèrics.
Segons la Classificació del Congrés Ornitològic Internacional (versió 14.2, 2024) aquest gènere està format per once espècies:
- lori de coroneta blava (Vini australis).
- lori de Kuhl (Vini kuhlii).
- lori blau (Vini peruviana).
- lori de Henderson (Vini stepheni).
- lori ultramarí (Vini ultramarina).
- lori solitari (Vini solitaria).